# 老品人
老品人自稱“品”，也稱“卡品”，為現主要居住在勐海縣勐遮鎮的畢蘇人，老品人主要使用畢蘇語澜勐方言老品土语，兼通傣語、漢語，2011年2月，經國家民族事務委員會審定，雲南省人民政府批准，老品人和勐阿八甲人劃歸為傣族。但其餘自稱老缅人的畢蘇人則劃歸拉祜族。